# الا رینز
اِلا رِینز (انگلیسی: Ella Raines؛ ۶ اوت ۱۹۲۰ – ۳۰ مهٔ ۱۹۸۸) هنرپیشه اهل ایالات متحده آمریکا بود. از فیلم‌هایی که وی در آن نقش داشته است، می‌توان به خوی حیوانی اشاره کرد.